# World of Sport Wrestling
World of Sport Wrestling es una serie de televisión de lucha libre profesional británica y empresa ocasional. Se promociona como un relanzamiento del popular segmento de lucha libre del programa deportivo World of Sport que se realizó en ITV entre el 2 de enero de 1965 y el 28 de septiembre de 1985. El presente programa se lanzó en la víspera de año nuevo 2017. 
Anteriormente se asoció con la empresa en los Estados Unidos, Impact Wrestling. En enero/febrero de 2019 tuvo lugar una gira en vivo de seis estrellas de la serie.

## Historia
ITV transmitió la lucha profesional británica por más de 33 años, desde noviembre de 1955 hasta diciembre de 1988. La mayor parte de esto se realizó los sábados por la tarde o los almuerzos (aunque también se utilizaron otros espacios que incluyen tardes entre semana, almuerzos entre semana y lunes festivos por la tarde). A lo largo de la vida de World of Sport, la cobertura de los sábados por la tarde se incorporó generalmente al espectáculo del paquete como una ranura. Joint Promotions mantuvo los derechos exclusivos de la cobertura televisiva de ITV hasta finales de 1986, cuando rotaron con grabaciones de All Star Wrestling y ocasionales ediciones especiales de WWF.
A pesar de la cancelación, la lucha profesional en el estilo británico distintivo ha continuado en el Reino Unido hasta nuestros días. Además, desde principios de la década de 1990, ha surgido una segunda serie de promociones de lucha libre, que producen más espectáculos de estilo estadounidense. Los dos géneros se han conocido comúnmente como "Old School" y "New School", respectivamente, después de los nombres utilizados en un ángulo de invasión gestionado por la promoción de la FWA alrededor de 2001. A lo largo de los años, se hicieron numerosos intentos para relanzar la lucha británica televisada. con varias promociones cubiertas en la televisión local o canales satelitales / digitales y, a menudo, se promociona como el "renacimiento" de la lucha libre británica. Aunque ITV seleccionó la WCW en las primeras horas y desde 1992 hasta 1995 en el antiguo horario de la tarde del sábado en la lucha libre británica, ninguna promoción de cosecha propia recibió cobertura sindicada regular en la red.
En el siglo XXI, la cobertura de ITV vintage se repitió como World of Sport en canales digitales como The Wrestling Channel y Men and Movies, lo que dio como resultado que el nombre de "World of Sport" se convirtiera en un símbolo frecuente para el estilo tradicional de la vieja escuela.

## Transmisión
Los derechos de transmisión de la serie se otorgaron en la India al canal DSport de la marca Discovery Communications. La Serie 1 se transmitió los martes por la noche a las 9 p. m. del 26 de febrero de 2019.
En los Estados Unidos, la Serie 1 se proyectó en el Estadio los domingos por la noche a las 7 p. m. EST, a partir del 12 de mayo de 2019, la primera compra de un programa de lucha libre del Reino Unido por parte de un canal de televisión estadounidense.